# Watou
Watou est un village de Flandre occidentale, en Belgique. Proche de la frontière française (marquée par le ruisseau Ey Becque) il est administrativement rattaché à la ville et commune de Poperinge (Région flamande de Belgique. Sa population approche de 1 900 habitants. En dehors du village se trouve le hameau d'Abeele qui fait partie de Watou. À la limite avec Poperinge même se trouve le hameau de Saint-Jean-aux-Joncs (ou Saint-Jean-des-Joncs, en néerlandais, Sint-Jan-Ter-Biezen). C'était une commune à part entière avant la fusion des communes de 1977.

## Étymologie
Le nom du village a fortement évolué au cours des siècles. Les orthographes suivants sont attestées : Wathewa (1123), Watua (1159 ; 1186 ; 1187 ; 1190), Watauua (1159), Watue (± 1200 ; 1207), Watewes (1218 ; 1224).

## Démographie

### Évolution démographique
- Sources : INS, Rem. : 1831 jusqu'en 1970 = recensements, 1976 = nombre d'habitants au 31 décembre[3].

## Histoire
Le 18 juin 1629, la terre et seigneurie de Watou, tenue du château de Cassel, est érigée en comté, par lettres de Philippe IV roi d'Espagne données à Madrid en faveur de Charles d'Ydeghem, chevalier, baron de Bousbecque, seigneur de Wièse, Watou et Merre, membre du conseil de guerre des Pays-Bas, commissaire ordinaire au renouvellement des lois du comté de Flandre, grand bailli de la ville et châtellenie d'Ypres, pour le récompenser des nombreux services depuis 40 ans, et ceux rendus par ses ancêtres, Gérard et Gilles d'Ydeghem, chevaliers et frères ayant accompagné Robert Ier de Flandre comte de Flandre en 1096 au siège de Jérusalem (première croisade), un des deux y étant tué; Baudouin d'Ydeghem suivit en 1202 Baudouin IX de Flandre lors de la quatrième croisade; un autre Baudouin d'ydeghem a été tué en Hollande en 1258 au service de Marguerite de Constantinople; on retrouve plusieurs Jean de Ydeghem dont un tué en 1492 au siège de Grammont, deux autres ayant suivi le duc de Bourgogne Philippe le Bon en 1421 quand ce prince entra en France avec son armée, un 4e a été exilé par les rebelles en 1420, le 5e dut à ses services d'être en 1491 promu au poste de grand bailli de Tenremonde, office rempli par le bisaïeul, l'aïeul et le père de Charles d'Ydeghem.
Le 12 décembre 1650, François Bassée, seigneur de Watou, originaire d'Arras, habitant Lille, est anobli au motif que ni lui, ni ses ancêtres n'ont exercé un métier vil ou dérogeant à la noblesse.

## Patrimoine
- L’église Saint-Bavon, aux trois nefs distinctes, date du XIIe siècle. Son cimetière contient des tombes anglaises de la première guerre mondiale.
- Des réunions poétiques d'été (Poëziezomer) y sont organisées par Gwij Mandelinck, lui-même poète.
- Le festival international de chant grégorien y est organisé tous les trois ans (depuis 1981), à la fête de l'Ascension. La prochaine édition sera tenue en 2025.
- Deux brasseries : la brasserie Sint Bernardus et la brasserie Van Eecke. La bière la plus célèbre est la Hommel de Poperinge.

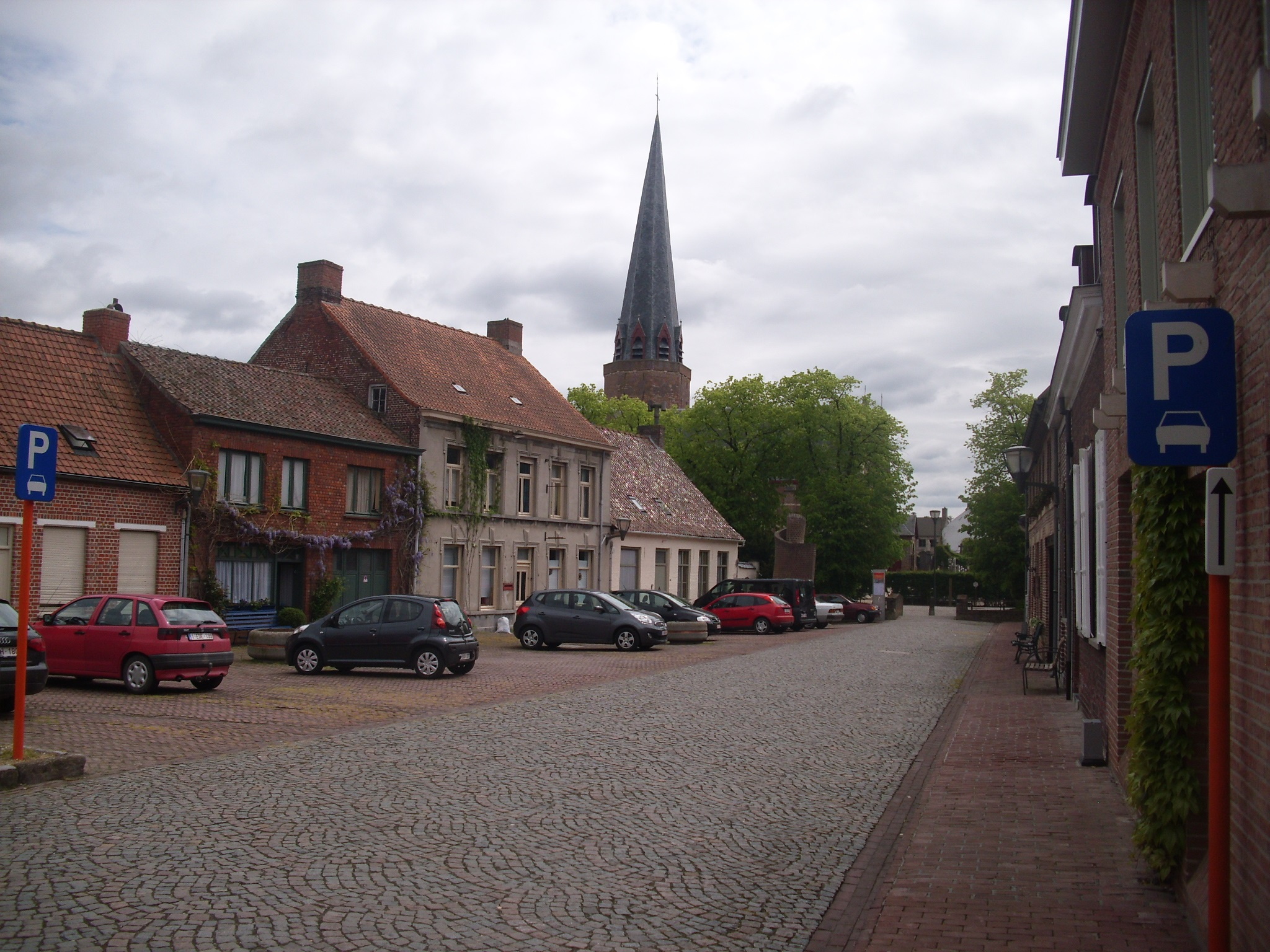
Place centrale du village

## Localités limitrophes
Situé tout près de la frontière française, Watou a comme communes françaises voisines Steenvoorde, Godewaersvelde, Boeschepe (situé en fait à côté d'Abeele), Winnezeele et Houtkerque.

## Source
- (nl) Cet article est partiellement ou en totalité issu de l’article de Wikipédia en néerlandais intitulé « Watou » (voir la liste des auteurs).